# Castellazzo Novarese
Castellazzo Novarese (Castlass o Castlasc in piemontese) è un comune italiano di 347 abitanti della provincia di Novara in Piemonte.

## Geografia fisica
Il centro abitato è posto al limite della pianura novarese, all'inizio delle colline novaresi. Numerosi sono i corsi d'acqua che attraversano il territorio comunale, i più importanti sono il diramatore Alto Novarese ed il cavo Ospedale o di Fara, alimentato dalla roggia Mora.
Dista 15 km da Novara, 37 km dal Lago Maggiore e 25 km dal Lago d'Orta.

## Monumenti e luoghi d'interesse
- Chiesa della Natività di Maria Santissima

## Società

### Evoluzione demografica
Abitanti censiti

## Amministrazione
Di seguito è presentata una tabella relativa alle amministrazioni che si sono succedute in questo comune.
| Periodo        | Periodo        | Primo cittadino   | Partito                                    | Carica  | Note  |
| -------------- | -------------- | ----------------- | ------------------------------------------ | ------- | ----- |
| 5 giugno 1985  | 21 maggio 1990 | Francesco Brustia | Democrazia Cristiana                       | Sindaco | [ 7 ] |
| 21 maggio 1990 | 24 aprile 1995 | Francesco Brustia | -                                          | Sindaco | [ 7 ] |
| 24 aprile 1995 | 14 giugno 1999 | Francesco Brustia | Partito Popolare Italiano                  | Sindaco | [ 7 ] |
| 14 giugno 1999 | 14 giugno 2004 | Claudio Rossini   | -                                          | Sindaco | [ 7 ] |
| 14 giugno 2004 | 8 giugno 2009  | Claudio Rossini   | lista civica                               | Sindaco | [ 7 ] |
| 8 giugno 2009  | 26 maggio 2014 | Massimo Sacco     | lista civica                               | Sindaco | [ 7 ] |
| 26 maggio 2014 | in carica      | Claudio Rossini   | lista civica: per il futuro di Castellazzo | Sindaco | [ 7 ] |